# Rhododendron simiarum
Rhododendrons, Azalées
Espèce
rhododendron simiarum est une espèce de plantes à fleurs de la famille des Ericaceae. C'est un rhododendron (ou azalée), originaire du centre sud de la Chine. On en trouve notamment à l'état sauvage, dans les monts des provinces du Hubei (district forestier de Shennongjia), Hunan (Zhangjiajie) et Jiangxi (Mont Sanqing).

## Description
C'est un arbuste qui peut atteindre environ 3 à 4 mètres. C'est une plante de montagne qui pousse au dessus de 1500 mètres.